# Avión contrainsurgencia

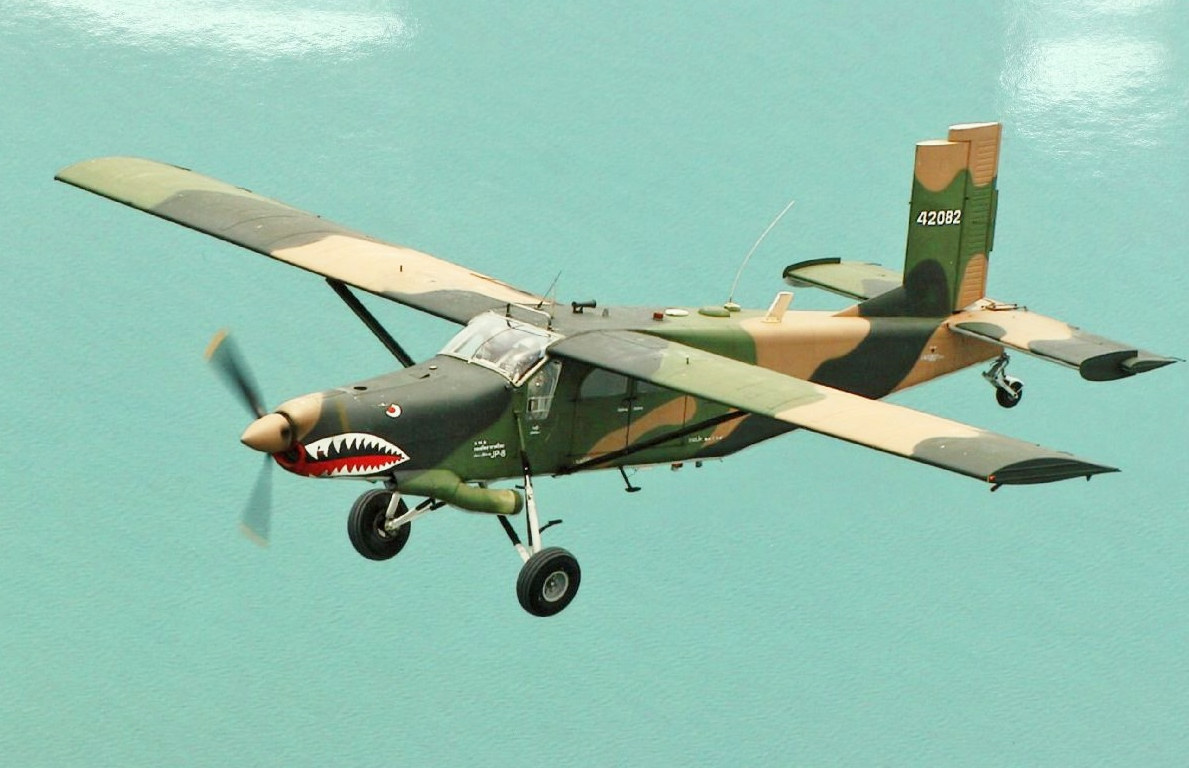
Un Fairchild AU-23 Peacemaker, una versión del Pilatus PC-6 Porter.

El avión contrainsurgencia o contraguerrilla es una variante del avión de ataque a tierra.
En los años 60 y 70 diferentes países se vieron en la necesidad de proveerse de un tipo de avión más o menos económico de precio, de mantenimiento sencillo y armamento ligero, en el que primara la maniobrabilidad sobre la velocidad, capaz de operar desde pistas sin preparar o poco preparadas, y por tanto con carreras de despegue y aterrizaje cortas. El enemigo a combatir era la guerrilla, con muy poca defensa antiaérea propia. Así nació la aviación contrainsurgencia.

## Tipos de avión
Los aviones contrainsurgencia más famosos son los  A-1 Skyraiders, el AC-47 o el bombardero B-26 (A-26). Las aeronaves COIN fueron muy usado durante durante la Guerra Fría contra grupos guerrilleros. El OV-10 Bronco es un ejemplo de avión contrainsurgencia, siendo exitosamente operado por varios países (Marruecos, Indonesia, Colombia, Filipinas) en el papel 
El programa COIN de la USAF fue ganado en 1964 por el avión de ataque ligero OV-10, que debutó en Vietnam en 1968. Este enfoque en aviones especializados en contrainsurgencia incentivo la creación de otras aeronaves. Los diseñadores argentinos en 1966 crearon el FMA IA-58. 
La mayoría de aviones contrainsurgencia modernos son conversiones de entrenadores turbohélice (EMB-312/314, PC-7/9,) y reactores de entrenamiento (A-37B, L-39ZA/ZO). También se incluyen conversiones de aviones transporte convertidos (AC-47, AC-130. AC-235, AC-27, etc). Los EMB-312/314 son un buen ejemplo de avión moderno COIN, con grandes ventas ya que pueden desempeñar simultáneamente los roles de avión de entrenamiento y COIN. El helicóptero de ataque también ha asumido la misión COIN.

## Historia

### Inicios
En 1913 la aviación francesa utilizó aviones para contrarrestar el levantamiento de Marruecos y en 1916 EE. UU. hizo lo propio en la persecución de las tropas de Pancho Villa.

### Entreguerras
La primera vez que se comenzó a utilizar este tipo de aviones fue en los años 1920 y 1930 en guerras coloniales en Etiopía y Irak. En Aden la Royal Air Force gracias al poder aéreo pudo mantener la autoridad del gobierno frente a la insurgencia. Los soviéticos en los años 20 y 30 del pasado siglo emplearon aviones contra los insurgentes islamistas en Asia Central. 

### Guerras coloniales

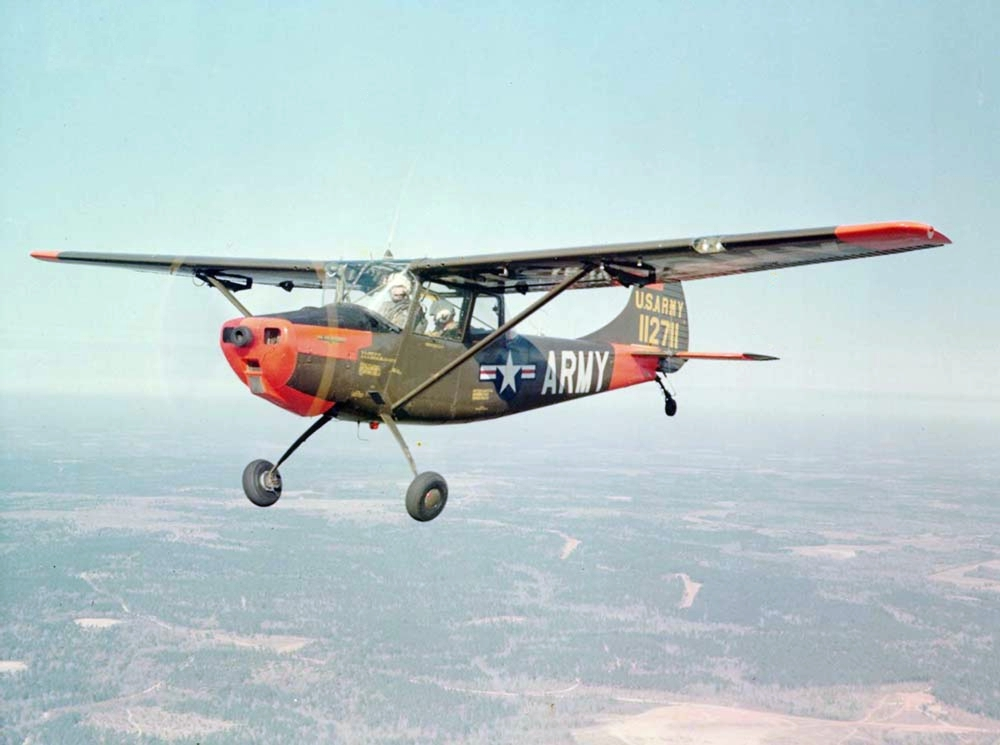
Un Cessna O-1 Bird Dog

El origen de las operaciones modernas de contrainsurgencia, o COIN (Counter Insurgency), y el uso de aviones en las mismas, comienza con Francia a partir de 1945. Luego también se hicieron operaciones de este tipo en la guerra de Vietnam en los años 1960.
Francia comenzó utilizando aviones abandonados por los japoneses, como los Nakajima KI-43-II Kai, en Indochina, contra las fuerzas del Viet Mihn, Más tarde emplearon aviones proporcionados por Estados Unidos como el Bell P-63 King Cobra, F8F-1B Bearcat y Martin B-26 Marauder. El poder aéreo fue clave para que los franceses continuaran combatiendo en Vietnam durante más tiempo.
En Argelia se utilizaron por primera vez y de modo masivo los helicópteros, táctica más tarde evolucionada por EE. UU. en Vietnam. Francia utilizó muchos aviones adaptados a la contrainsurgencia: North American T-6 Texan, Martin B-26 Marauder, F-47 Thunderbolt, Douglas A-1 Skyrider, Sud-Aviation T-28 Fennec, Max Holste MH.1521 Broussard, Morane-Saulner MS-1500 Epervier y el Sud-Aviation SE-117 Voltigeur. Entre los helicópteros destacan  el Sikorsky H-24 (versión francesa del Sikorsky S-58) y el Sud-Aviation SE-3160 Alouette. Francia empleó los primeros helicópteros artillados.

### Guerras de guerrillas

#### Asia
Filipinas empleó entrenadores AT-6 armados con ametralladoras y bombas de 45 kg. durante la Rebelión Hukbalahap en los años 50. Tailandia libró con éxito una campaña contra la guerrilla. Para ello empleó aviones contrainsurgencia aviones: U-27A Peacemaker, Nomad y OV-l0C.
En Vietnam apareció un nuevo tipo de avión sobre la base de un avión de transporte. Primero fue el AC-47, el cual fue modificado para ser armado con tres ametralladoras de 7,62 mm, le siguieron el AC-119G y el AC-130. La fuerza aérea vietnamita en Camboya dejó de usar aviones MIG-21 y empleó aviones más lentos pero más fuertemente armados para misiones COIN. En Sri Lanka se emplearon contra el LTTE cazabombarderos Kfir sí como helicópteros Mi-24 y Mi-8/17s. Durante la guerra de Vietnam las aeronaves COIN empleadas contra el Vietcong y el Ejército de Vietnam del Norte, como los A-37 y los OV-10, eran lentos y sin contramedidas suficientes. Por ello resultaron demasiado vulnerables frente a una guerrilla que contaba con suficientes medios antiaéreos convencionales y sufrieron pérdidas considerables debido a la artillería antiaérea y los misiles antiaéreos.
Pakistán empleó sus aviones J-7d con bombas guiadas, así como helicópteros Mi-8/17 para apoyar al ejército contra el terrorismo en las montañas fronterizas con Afganistán. . 
Filipinas emplea sus aviones OV-10 y SF-260 junto a helicópteros armados UH-1H y MD-520 para prestar apoyo a sus operaciones contra la guerrilla. 
En Afganistán aviones B-52, B-1B, F-15E, A-10, F-16, Mirage 2000 y muchos otros atacaron a la guerrilla talibán con una mezcla de bombas guiadas y bombas sin guía.

#### América
Entre 1975 y 1976, durante el Operativo Independencia, aviones IA-58A Pucará atacaron posiciones del Ejército Revolucionario del Pueblo, más tarde los mismos aviones participarían en la guerra de las Malvinas, donde un Pucará lograría derribar un helicóptero Westland Scout británico.
En 1995, en la Guerra del Cenepa, fueron desplegados aviones Embraer 312 Tucano por la Fuerza Aérea del Perú.
En la década de 1990 México hizo uso de helicópteros UH-60, Bell 205 y 212  y aviones Pilatus PC-7 y IAI Arava para apoyar una ofensiva del Ejército contra las guerrillas del EZLN. 
Colombia utiliza en contrainsurgencia helicópteros, A-37 y aviones  AC-47 artillados para apoyar sus operaciones. En el conflicto de Colombia contra las Fuerzas Armadas Revolucionarias de Colombia, se utilizaron aviones Embraer 314 Super Tucano en operaciones militares llevadas a cabo por la Fuerza Aérea Colombiana, tales como la Operación Fénix y la Operación Sodoma.
Actualmente muchas fuerzas aéreas utilizan este tipo de aeronaves para operaciones anti narcotráfico.

#### África
La Fuerza Aérea de Rhodesia usó con efectividad unos pocos reactores Hunter y Vampire, aviones ligeros y helicópteros frente a la insurgencia de nacionalistas negros. Destacó el Lynx, una versión del Cessna Super Skymaster construido bajo licencia, que fue armado con dos ametralladoras de calibre .30 y dos lanzacohetes de 37 mm, así como bombas.
Portugal empleó entrenadores AT-6 armados con ametralladoras y bombas contra la insurgencia de las colonias portuguesas en África durante los años 60 y los 70.
Los Alouette III tuvieron un papel protagonista en la lucha antiguerrilla en África, siendo usados tanto para transporte de personal como para apoyo de fuego, normalmente equipados con un cañón de 20 mm o ametralladoras dobles. Los helicópteros Puma y los Super Frelon del ejército sudafricano tuvieron mucha participación en las principales operaciones de incursión en profundidad en territorios de países limítrofes.
Durante la guerra de sucesión con Eritrea se emplearon aviones MiG-23BN y MiG-21MF junto con helicópteros Mil Mi-24D y Mi-8 para atacar a la guerrilla rebelde.

### Vietnam
Durante la guerra de Vietnam se popularizó el empleo del avión contrainsurgencia. La Fuerza Aérea de EE. UU. analizó los diferentes conflictos contra una guerrilla y vio la necesidad de contar con un avión especializado para el apoyo aéreo cercano y misiones de contrainsurgencia. La USAF había apostado por aviones acorde a su misión: reactores muy veloces. Ahora  hacían falta aviones más lentos y capaces de volar desde aeródromos improvisados. La opción de entrenadores convertidos en aviones de ataque (T-28, A-37) no era la ideal. Recuperar aviones de la Segunda Guerra Mundial (A-26, T-6, Piper Enforcer) ayudó pero tampoco era la solución. La US Navy estaba en el proceso de retirar sus Douglas A-1 Skyraider, excelentes aviones de ataque a hélice que estaban siendo reemplazados por reactores. La USAF equipó con esos aviones ex-US Navy al 6º Escuadrón de Operaciones Especiales y dada la abundancia de aviones A-1 excedentes formó además el 22.º escuadrón. La Fuerza Aérea de Vietnam del Sur (VNAF) recibió 308 Skyraiders como aviones de ataque, los más idóneos dado el grado de entrenamiento. 
Más tarde la US Navy y los Marines incorporaron el OV-10 Bronco, que demostró ser ideal para misiones de apoyo cercano a los SEAL y Marines. Pero acabada la guerra en Vietnam estos aviones fueron retirados.

## Funciones
- Contrainsurgencia
- Reconocimiento
- Patrulla aérea de combate
- Apoyo aéreo cercano
- Evacuación médica
- Guerra psicológica

## Armamento
Para cumplir estas funciones estos aviones son armados con cañones de 20 mm, ametralladoras de 12.7 mm como la Browning M2 o 7.62 mm como la FN MAG o la Minigun, bombas de no más de 250 kg, cohetes de 70 mm como los Hydra 70 o 68 mm como los  SNEB y, raramente, con misiles.

## Ejemplos
- Aermacchi SF-260
- BAC Strikemaster
- Beechcraft T-6 Texan II
- Boeing Skyfox
- Cessna A-37 Dragonfly
- Cessna 208 Caravan
- Embraer EMB 312 Tucano
- Embraer EMB 314 Super Tucano
- Pilatus PC-7
- FMA IA-58 Pucará
- Grumman OV-1 Mohawk
- North American Rockwell OV-10 Bronco
- Fairchild-Republic A-10 Thunderbolt II
- Piper PA-48 Enforcer

## Galería

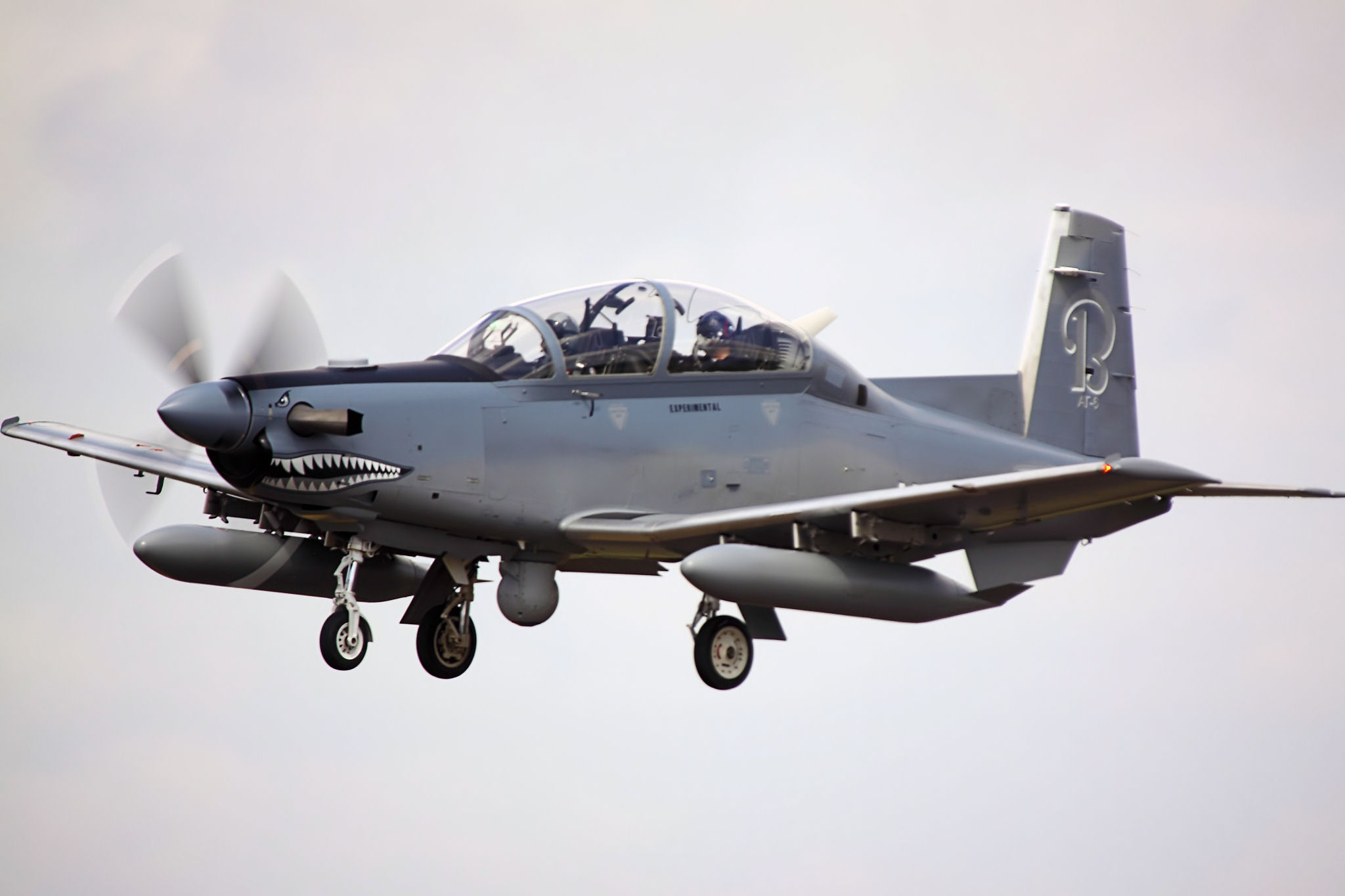
Beechcraft T-6 Texan II.
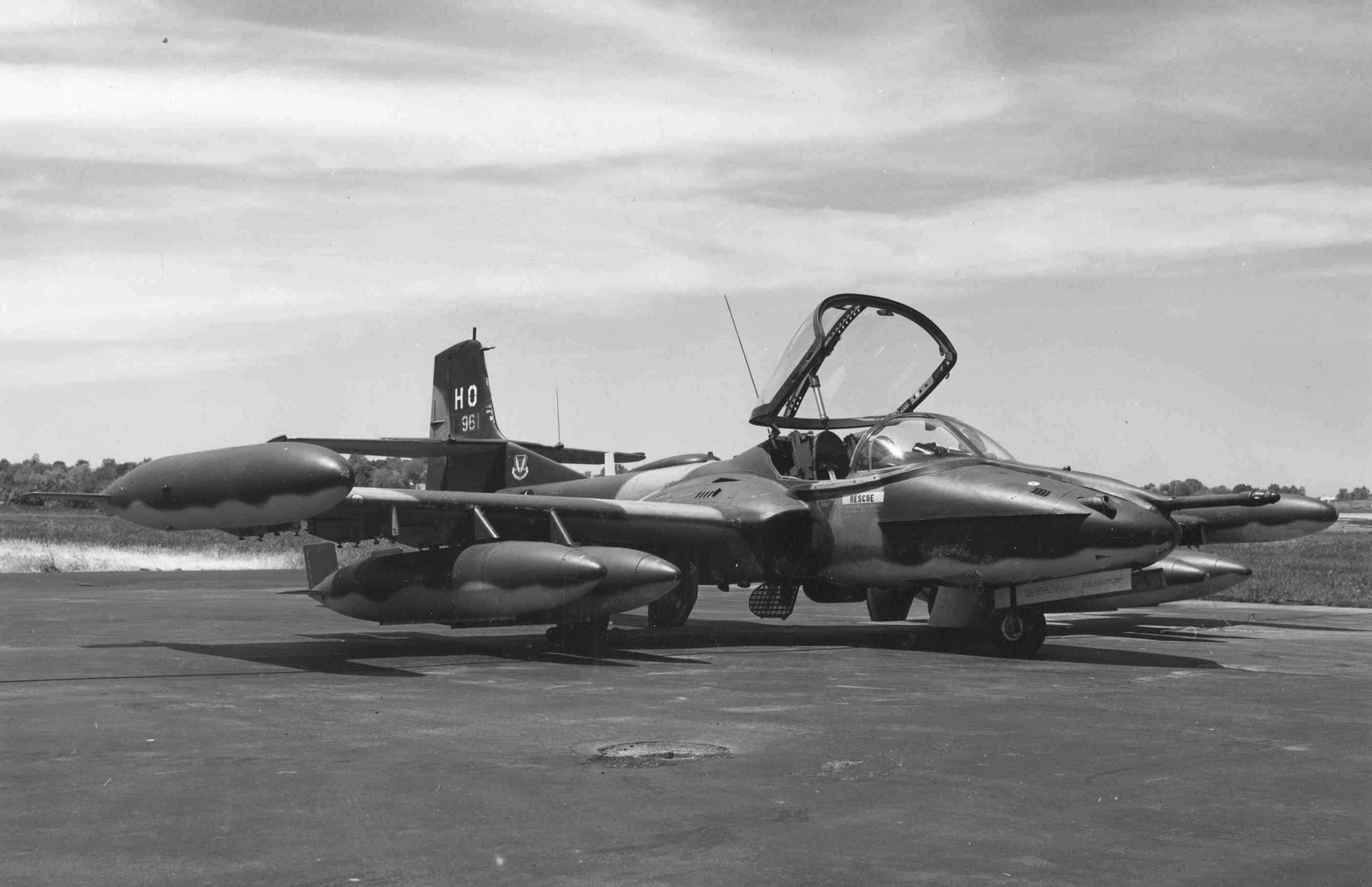
Cessna A-37 Dragonfly.
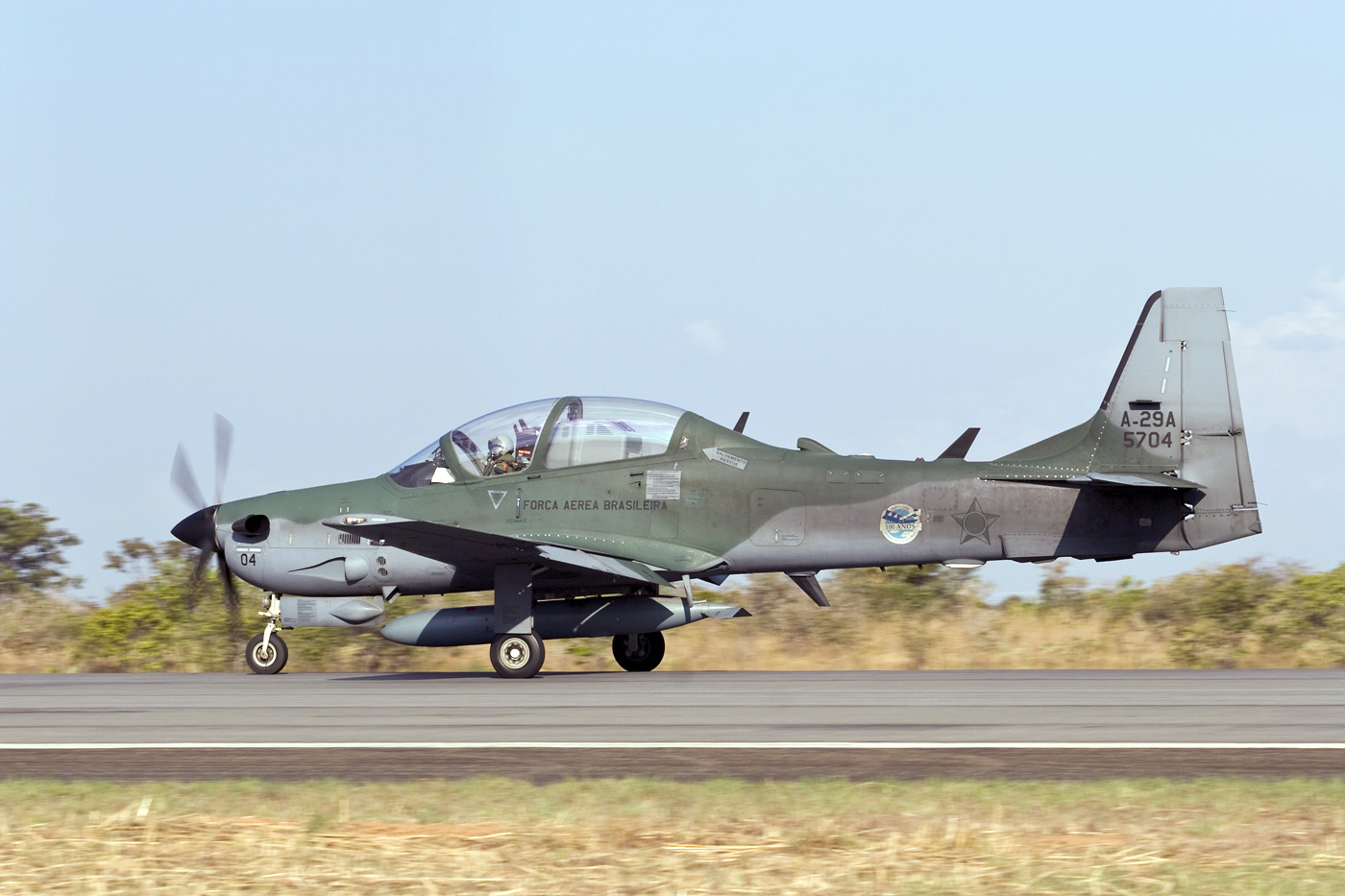
Embraer EMB 314 Super Tucano.
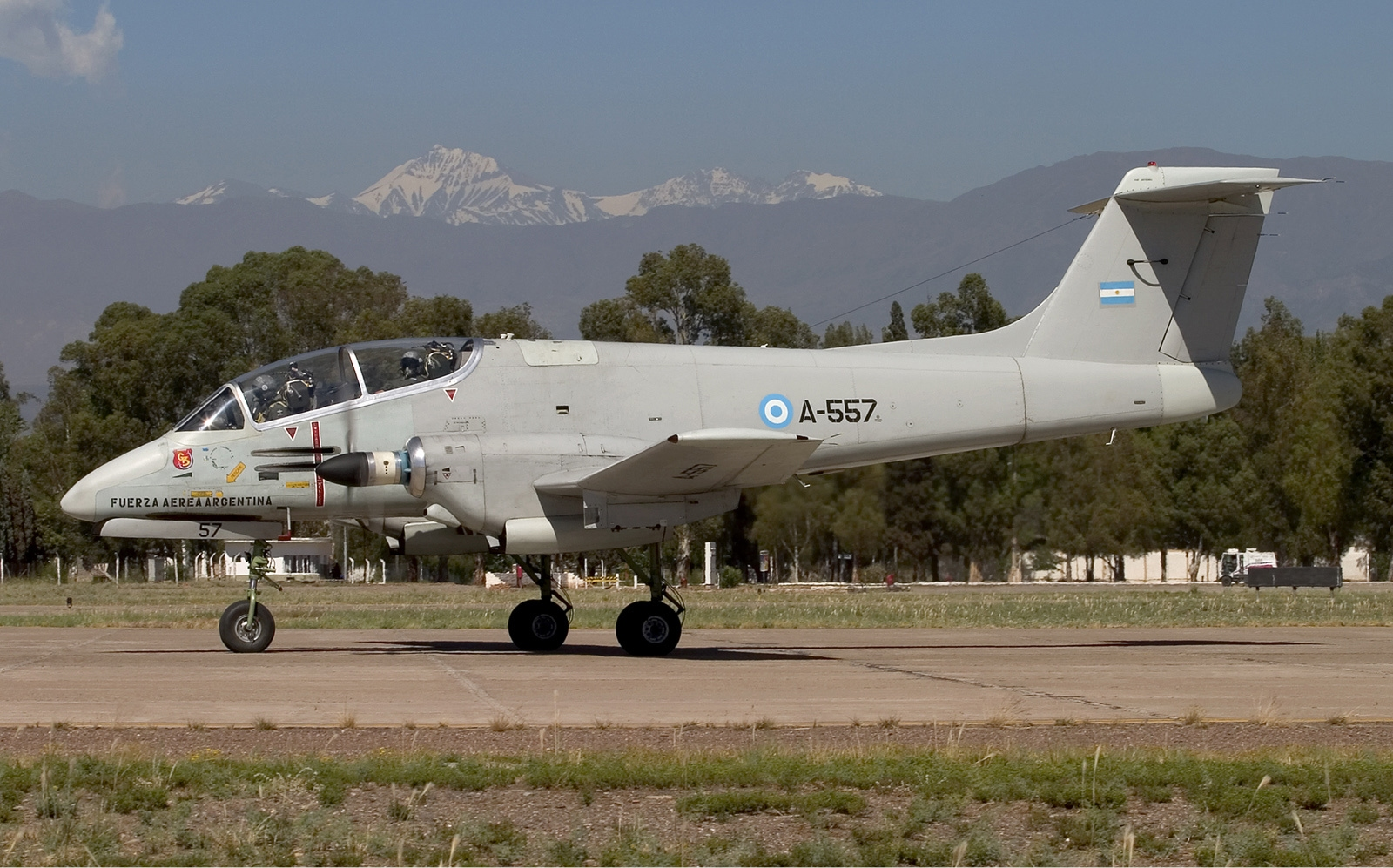
FMA IA-58 Pucará.
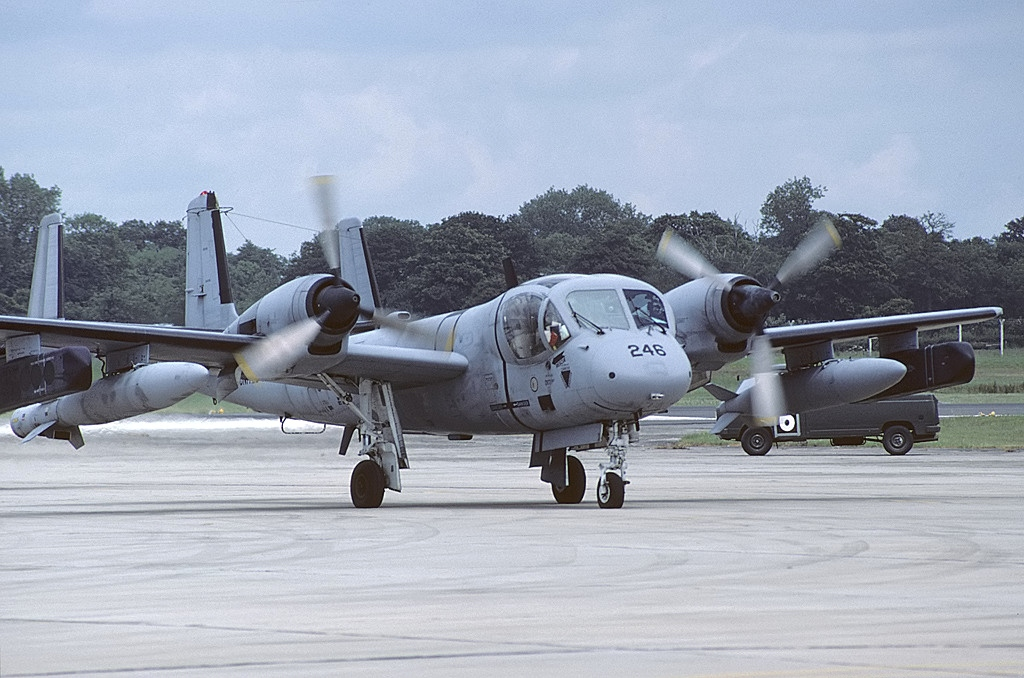
Grumman OV-1 Mohawk.